# Die Braut des Prinzen
Die Braut des Prinzen (Originaltitel: The Princess Bride) ist ein mit stark humoristischen Elementen versehener Fantasyfilm des amerikanischen Regisseurs Rob Reiner nach dem Buch Die Brautprinzessin von William Goldman. Die Braut des Prinzen ist eine ironische Mischung aus Märchen und Mantel-und-Degen-Film.

## Handlung
Der Film ist in zwei Ebenen geteilt. Die Rahmenhandlung zeigt einen kranken Jungen, dessen Großvater ihm das moderne Märchen Die Brautprinzessin vorliest. Der Junge ist zunächst gar nicht begeistert, dass ihm sein Opa das kindische Märchen vorliest, lässt sich dann aber doch von der Geschichte mitreißen.
Die Haupthandlung des Films gibt die Abenteuer des Stalljungen Westley und seiner Geliebten, der schönen Buttercup, wieder. Bei der Suche nach seinem Glück wird das Schiff Westleys vom „grausamen Piraten Roberts“ (englisch: Dread Pirate Roberts), welcher nie Gefangene macht, geentert; Westley gilt als tot. Buttercup schwört, sich nie wieder zu verlieben, wird jedoch vom Prinzen Humperdinck gegen ihren Willen zur Braut erwählt.
Bei einem Ausritt gerät sie in Gefangenschaft des Räubers Vizzini und seiner Begleiter, des Schwertkämpfers Inigo Montoya und des Hünen Fezzik. Vizzini soll Buttercup ermorden und ihren Tod als Tat des Nachbarkönigreichs erscheinen lassen, um einen Krieg zu provozieren.
Bei der Überfahrt übers Meer (in dem es von tödlichen kreischenden Aalen nur so wimmelt) entdecken sie einen Verfolger: Einen maskierten Mann in einem kleinen Boot, der sich selbst von den Klippen des Wahnsinns nicht schrecken lässt. Er bezwingt nacheinander den vollendeten Schwertkämpfer Montoya, den starken Riesen Fezzik und den gerissenen Vizzini (wobei letzterer zu Tode kommt). Als Buttercup schließlich in seiner Gewalt ist, gibt er sich als Westley zu erkennen, der vom grausamen Piraten Roberts nicht umgebracht, sondern zu dessen Nachfolger ernannt wurde (wobei dieser auch nur der dritte Nachfolger des echten Piraten Roberts war).
Aber auch Prinz Humperdinck verfolgt die Fährte seiner Braut zusammen mit seinem Handlanger Graf Tyrone Rugen. Westley und Buttercup fliehen durch den Feuersumpf, den noch nie jemand wieder lebend verließ, wo Flammeneruptionen, Treibsand und RVAGs (Ratten von außergewöhnlicher Größe) lauern. Kurz vor dem Treffpunkt mit dem Schiff des grausamen Piraten Roberts (der Westley selbst ist) stellt Prinz Humperdinck die beiden Liebenden, und Buttercup willigt ein, Prinz Humperdinck zu folgen, wenn er dafür Westley freilässt. Dieser lässt Buttercup in dem Glauben, er habe Westley freigelassen; stattdessen foltert er Westley aber in der Grube der Verzweiflung und saugt ihm schließlich alle seine verbleibenden Lebensjahre ab. Westley stirbt.
Währenddessen sind Fezzik und Montoya auf der Suche nach Westley, um mit seiner Hilfe das Schloss zu stürmen, denn Inigo offenbart Fezzik, dass Graf Rugen der Mörder seines Vaters ist. Graf Rugen hatte Inigos Vater, einen Schmied, im Streit um den Preis eines in Auftrag gegebenen Schwertes ermordet und den jungen Montoya, der seinen Vater rächen wollte, mit zwei Narben im Gesicht gezeichnet. Schließlich finden sie Westleys Leichnam und bringen ihn zu dem Alchimisten Wundermax. Weil wahre Liebe stärker ist als der Tod, kann dieser Westley wiederbeleben. Die Wiederbelebung wirkt aber nur sehr langsam, womit Westley noch nicht ganz die Kontrolle über seinen Körper hat. Mit einer List gelingt es den dreien, vorbei an den verdoppelten Wachen das Schloss am Tag der Hochzeit von Buttercup und Humperdinck zu stürmen. Während des Kampfes stellt Montoya Graf Rugen, den Mörder seines Vaters, und tötet ihn. Währenddessen konfrontiert Humperdinck Buttercup mit der Tatsache, dass er Westley umgebracht hat, und lässt aufgrund des Tumultes bei der Erstürmung des Schlosses die Trauung im Schnellverfahren durchziehen.
Vor Trauer um den Verlust ihres Westleys will Buttercup Selbstmord begehen, aber Westley kann sie noch rechtzeitig davon abhalten. Auch kann er ihr klarmachen, dass sie gar nicht verheiratet ist, da sie ja nicht „ja“ gesagt hat und somit die Eheschließung ungültig ist. In dem Moment betritt Humperdinck den Raum und fordert ihn zum Zweikampf, aber Westley gelingt es durch seine Überredungskunst, den Prinzen dazu zu bringen, sich fesseln zu lassen. Montoya will den Prinzen töten, aber Westley und Buttercup entscheiden, ihn einfach für den Rest seines Lebens mit der Schmach allein zu lassen.
Alle vier reiten gemeinsam in den Sonnenuntergang. Westley und Buttercup werden glücklich, und Montoya soll – mit Fezziks Hilfe – Westley als „Grausamer Pirat Roberts“ ablösen, da er nach der Rächung seines Vaters ein neues Lebensziel braucht.
Zurück im Schlafzimmer des Jungen bittet dieser seinen Großvater, ihm die Geschichte am nächsten Tag noch einmal vorzulesen.

## Hintergrund
- Der Film wurde an verschiedenen Drehorten in England und Irland gedreht, wie z. B. den Cliffs of Moher in Irland, Burnham Beeches, Castleton und Haddon Hall in England.
- Cary Elwes und Mandy Patinkin lernten beide von Bob Anderson zu fechten (rechts- und linkshändig) und machten fast alle Stunts und alle Kampfszenen selbst. Nur die Luftsalti wurden von Stuntmen gedoubelt. Cary Elwes konnte das Erlernte später noch in Glory und dem Mel-Brooks-Film Robin Hood – Helden in Strumpfhosen einsetzen.
- André the Giant hatte sich kurz zuvor einer Rückenoperation unterzogen und durfte für die Szene am Ende des Films die viel leichtere Robin Wright nicht auffangen. Für die Kampfszene musste Cary Elwes so tun, als hinge er an Andrés Rücken, obwohl er tatsächlich auf verschiedenen Rampen stand. Fans bemerkten später, dass André dadurch während dieser Szenen sehr viel kleiner erschien.
- Billy Crystal wurde durch die Begegnung mit André zu seinem Film My Giant – Zwei auf großem Fuß inspiriert.
- Als Graf Rugen Westley auf den Kopf schlug, wies Elwes Christopher Guest an, ihn wirklich zu schlagen. Guest traf ihn so hart, dass die Dreharbeiten unterbrochen werden mussten. Elwes kam ins Krankenhaus.
- Mark Knopfler von der britischen Band Dire Straits komponierte die Filmmusik.
- Das Drehbuch existierte bereits 13 Jahre lang und wurde von namhaften Regisseuren wie Ridley Scott und Robert Redford verworfen, bevor Rob Reiner sich seiner annahm.[2]
- Der Name der Figur des Dread Pirate Roberts wurde von Ross Ulbricht, dem Gründer des Online-Schwarzmarkts Silk Road, für seine dortigen Aktivitäten verwendet.
- Die vier im gesprächigen Duell erwähnten Techniken von Bonetti, Capo Ferro, Thibault und Agrippa basieren auf realen Fechtmeistern.[3]

## Kritik
Der Film wurde als für Rob Reiner typisches, hintergründig-humorvolles Werk durchweg positiv aufgenommen:

„Ein klassisches Fantasy-Abenteuer mit dem Reiner-eigenen hintergründigen Humor erzählt.“

„Der besondere Charme von Rob Reiners zauberhaftem Märchen liegt in der Genre-unüblichen Integration von Fantasy- und Mantel-und-Degen-Elementen, der kauzigen Gestaltung und den fast parodistischen Dialogen.“

„Die fantastische Märchengeschichte besticht durch unangepasste Figuren, witzige Dialoge und rasante Fechteinlagen. Streckenweise hat man auch den Eindruck in einer unterhaltsamen Parodie einer Fantasyerzählung zu sein.“

„Eine amüsante Kombination aus Fantasy-Märchen und Mantel- und Degen-Film, sorgfältig gestaltet und mit Schwung und Spannung leichthändig erzählt. Für Kinder wegen der ironischen Brechungen nur bedingt geeignet.“

## Filmpreise
- 1988 wurde der Titelsong „Storybook Love“ von Willy DeVille für den Oscar nominiert.

Der Film erhielt 1988 folgende Filmpreise:
- Den Saturn Award für die besten Kostüme (Phyllis Dalton) und den besten Fantasy-Film
- Den Publikumspreis des internationalen Toronto-Filmfests für Rob Reiner
- Den Young Artist Award für den besten Jungschauspieler in einem Kinofilm für Fred Savage

Zusätzlich wurde er 1988 für folgende Preise nominiert:
- Den Saturn Award für das beste Drehbuch von William Goldman und für die beste Schauspielerin für Robin Wright
- Den Hugo Award für die beste dramatische Darstellung
- Den Artios-Award der Casting Society of America für das beste Casting
- Den Grammy für das beste Album eines Instrumentalsoundtracks für einen Film für Mark Knopfler
- Den WGA-Award für das beste auf einem Buch basierende Drehbuch für William Goldman

## Ehrung
2017 wurde der Film in die Science Fiction Hall of Fame aufgenommen.